# Krematorium Totengut

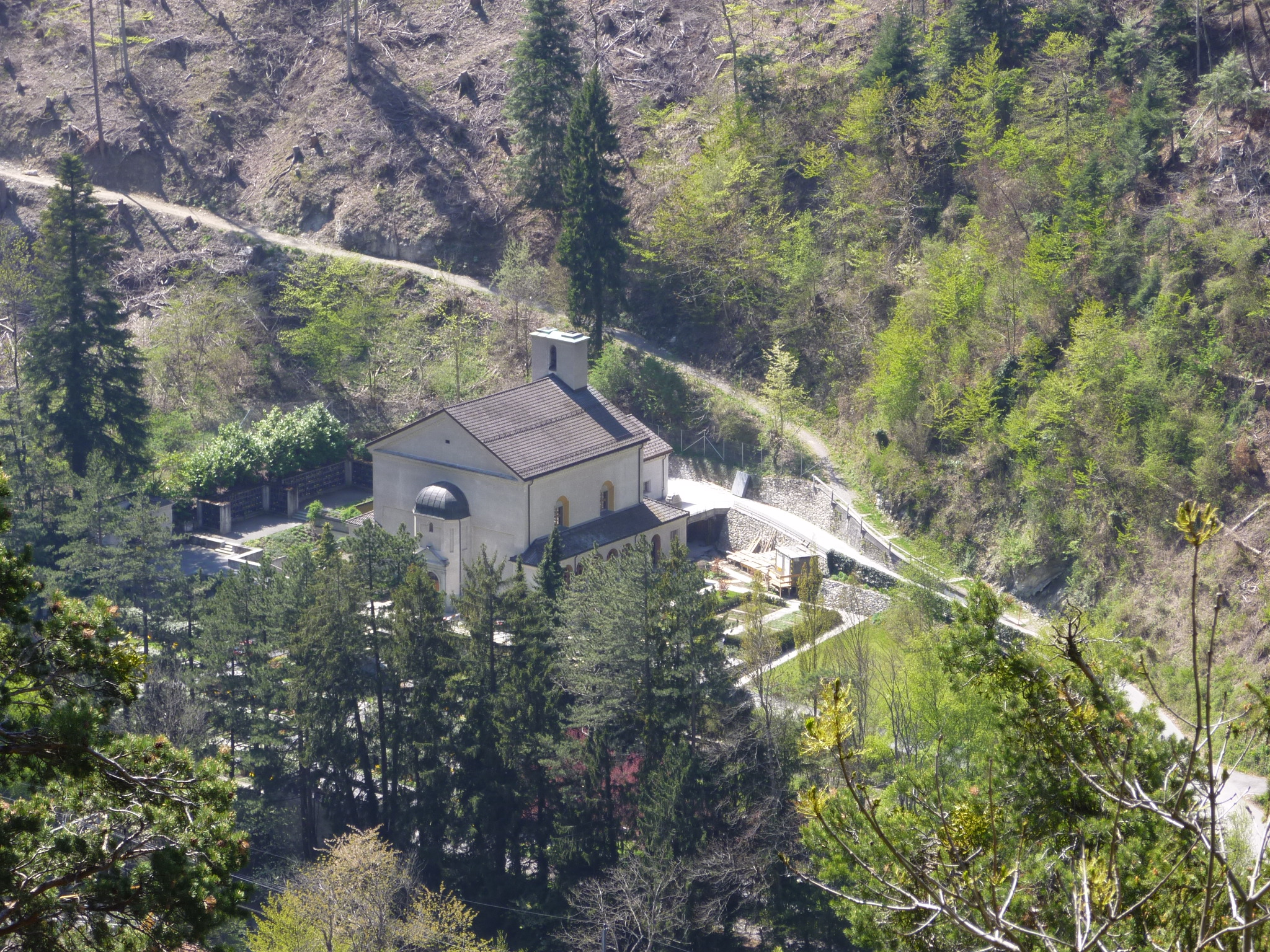
Krematorium Totengut 2011

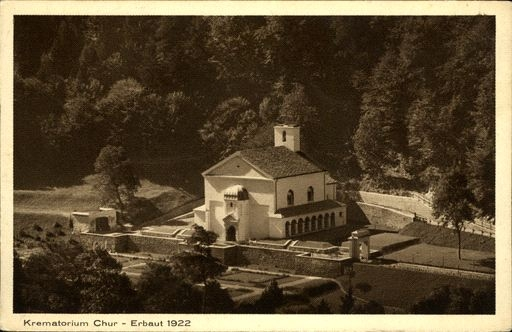
Ansichtskarte aus den 1920er Jahren

Das Krematorium Totengut ist eine Feuerbestattungsanlage mit Abdankungshalle und Friedhof in der Bündner Kantonshauptstadt Chur. Die Anlage wird geführt in der Liste der Kulturgüter von nationaler Bedeutung im Kanton Graubünden.

## Lage
Der Name des Gebietes Totengut (im churerdeutschen Dialekt Totengüatli) ist schon vor der Ansiedlung des Krematoriums geläufig und geht zurück auf die Zeit, als im 16. Jahrhundert die Pest in Chur grassierte und dort die Toten verbrannt wurden. Das Krematorium liegt im Ortsteil Sand in der Mitte zwischen Churer Altstadt und Meiersboden. Es wird bedient von der Linie 9 des Stadtbusses Chur.

## Geschichte
Die Geschichte des Krematoriums geht auf den Churer Feuerbestattungsverein zurück, der am 18. Februar 1913 gegründet wurde. Vereinsziel war die Errichtung eines zweiten Bündner Krematoriums nach dem bereits bestehenden in Davos.
1919 verkaufte die Stadt Chur die Parzellen im Totengut an den Verein. Mit dem Bau der Einäscherungsanlage und der kirchenähnlichen freireligiösen Versammlungshalle wurde der Architekt Nikolaus Hartmann beauftragt, der bereits 1915 den Architektur-Wettbewerb für das Krematorium gewonnen hatte. Am 24. September 1922 wurde das Krematorium eingeweiht, nachdem am 18. Januar des gleichen Jahres bereits die erste Feuerbestattung mit behördlicher Genehmigung erfolgt war. 1929 wurde die Abdankungshalle mit einer Wandmalerei Giovanni Giacomettis fertiggestellt.
Seit 1954 werden die Einäscherungen durch Angestellte der Stadt Chur vorgenommen, wobei der Feuerbestattungsverein Auftraggeber bleibt. Seit 1974 besteht ein Anbau mit der Möglichkeit der Aufbahrung. Kunst- und Architekturhistoriker Leza Dosch schrieb 2012 im Bündner Monatsblatt mit dem Titel Das Churer Totengut – ein Friedhof am Fluss einen Beitrag über die Baugeschichte des Krematoriums, mit Fotografien von Javier Miguel Verme. Von 2019 bis 2020 wurde das Krematorium vom örtlichen Architekten Pablo Horváth restauriert und erneuert.